# Liste der Biografien/Grei
Liste der Biografien |
Portal Biografien |
Personensuche
# |
A |
B |
C |
D |
E |
F |
G |
H |
I |
J |
K |
L |
M |
N |
O |
P |
Q |
R |
S |
T |
U |
V |
W |
X |
Y |
Z |
?
 
Ga |
Gb |
Gc |
Gd |
Ge |
Gf |
Gh |
Gi |
Gj |
Gk |
Gl |
Gm |
Gn |
Go |
Gp |
Gq |
Gr |
Gs |
Gu |
Gv |
Gw |
Gy |
Gz
 
Gra |
Grb–Grd |
Gre |
Grg |
Gri |
Grj |
Grk |
Grl |
Grm |
Gro |
Grs |
Gru |
Gry |
Grz
 
Grea |
Greb |
Grec |
Gred |
Gree |
Gref |
Greg |
Greh |
Grei |
Grek |
Grel |
Grem |
Gren |
Grep |
Gres |
Gret |
Greu |
Grev |
Grew |
Grey |
Grez
Die Liste der Biografien führt alle Personen auf, die in der deutschsprachigen Wikipedia einen Artikel haben. Dieses ist eine Teilliste mit 360 Einträgen von Personen, deren Namen mit den Buchstaben „Grei“ beginnt.

## Grei

### Greib
- Greib, Karl (1899–1976), deutscher Politiker (CSU), MdL Bayern
- Greibach, Sheila A. (* 1939), US-amerikanische Mathematikerin und Informatikerin
- Greiber, Sebastian (* 1980), deutscher Politiker (SPD), Bürgermeister

### Greic
- Greičienė, Jurga (* 1980), litauische Juristin, Politikerin und stellv. Justizministerin
- Greičiūnas, Valentinas (* 1939), litauischer Politiker (Seimas)
- Greičius, Vytautas (* 1949), litauischer Jurist

### Greid
- Greider, Carol W. (* 1961), US-amerikanische Molekularbiologin
- Greider, William (1936–2019), US-amerikanischer Redakteur und Buchautor
- Greiderer, Elisabeth (* 1960), österreichische Politikerin (ÖVP), Landtagsabgeordnete in Tirol, Mitglied des Bundesrates
- Greiderer, Lukas (* 1993), österreichischer Nordischer Kombinierer
- Greiderer, Simon (* 1996), österreichischer Skispringer
- Greiderer, Sylvester (1852–1924), deutsch-österreichischer Instrumentalist, Kapellmeister, Komponist, Spielleiter, Dramatiker und Schuster

### Greie
- Greie-Ripatti, Antye (* 1969), deutsche Sängerin, Musikerin und Produzentin

### Greif
- Greif, Bernd (* 1943), deutscher Kommunalpolitiker
- Greif, Dominik (* 1997), slowakischer FußballspielerDominik Greif (* 1997)

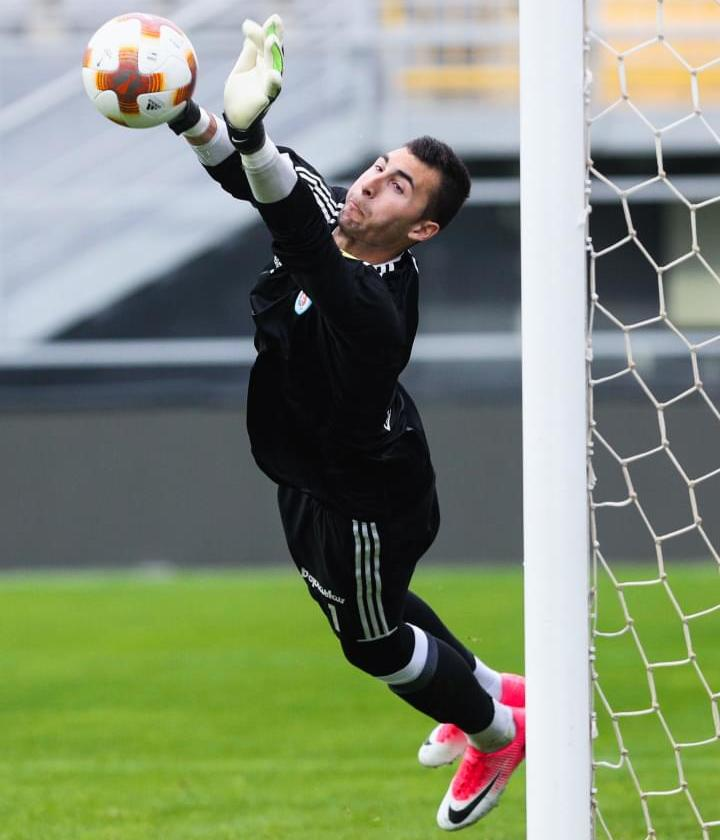
Dominik Greif (* 1997)

- Greif, Erika Birgit (* 1964), deutsche Pflegesachverständige
- Greif, Georg Heinrich (1734–1796), deutscher Theologe
- Greif, Gideon (* 1951), israelischer Historiker
- Greif, Hans-Jürgen (* 1941), deutscher Schriftsteller, Literaturwissenschaftler und Hochschullehrer in Kanada
- Greif, Heinrich (1907–1946), deutscher SchauspielerHeinrich Greif (1907–1946)

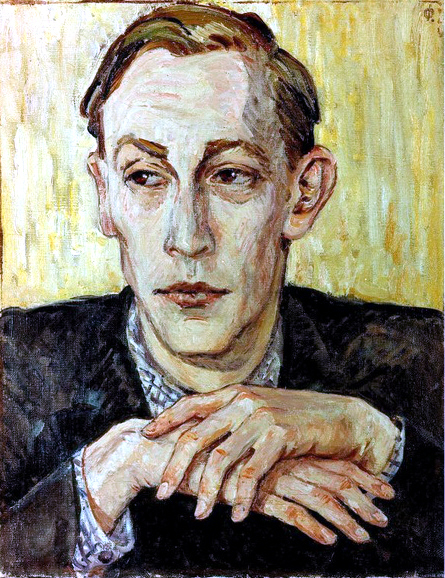
Heinrich Greif (1907–1946)

- Greif, Heinz-Dieter (* 1949), deutscher Fußballspieler
- Greif, Irene (* 1948), US-amerikanische Informatikerin und Hochschullehrerin
- Greif, Johann (1892–1937), tschechischer Politiker der deutschen Minderheit, Abgeordneter im tschechoslowakischen Parlament
- Greif, Johann Jakob (1699–1767), deutscher lutherischer Theologe und Historiker
- Greif, John Francis (1897–1968), österreichischer Ordensgeistlicher und römisch-katholischer Bischof von Tororo
- Greif, Magali (* 1998), deutsche Schauspielerin
- Greif, Manfred (1939–1999), deutscher Fußballspieler
- Greif, Mark (* 1975), US-amerikanischer Amerikanist, Autor und Mitherausgeber
- Greif, Martin (1839–1911), deutscher Dichter
- Greif, Martin (1938–1996), US-amerikanischer Anglist und Publizist
- Greif, Martin (* 1973), deutscher Schauspieler
- Greif, Moniko (* 1952), deutsche Maschinenbauingenieurin und Hochschullehrerin
- Greif, Peter (1902–1933), deutscher Widerstandskämpfer
- Greif, Siegfried (* 1943), deutscher Psychologe und Hochschullehrer
- Greif, Stefan (1911–2003), österreichischer Mediziner, Hochschullehrer und Zentraldirektor
- Greif, Walter (1911–1944), österreichischer politischer Funktionär
- Greife, Hermann (1902–1945), deutscher Ostwissenschaftler und nationalsozialistischer Propagandist
- Greifeld, Hermann (1901–1991), deutscher Harzer Heimatdichter
- Greifeld, Robert (* 1957), US-amerikanischer Manager, CEO der NASDAQ OMX Group
- Greifeld, Rudolf (1911–1984), deutscher Jurist und Geschäftsführer
- Greifelt, Ulrich (1896–1949), deutscher SS-Obergruppenführer, Generalleutnant der Polizei und verurteilter KriegsverbrecherUlrich Greifelt (1896–1949)

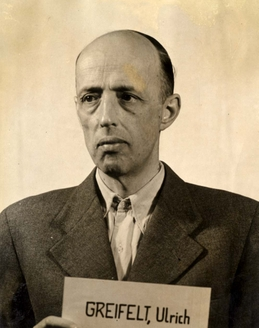
Ulrich Greifelt (1896–1949)

- Greifenberg, Ulrich (* 1953), deutscher Fußballtorhüter
- Greifenbergeris, Juozas (1898–1926), litauischer Kommunist
- Greifeneder, Anke (* 1972), deutsche Autorin und Filmproduzentin
- Greifeneder, Elke, Informationswissenschaftlerin und Hochschullehrerin
- Greifenegger, Harald (* 1959), deutscher Fußballspieler
- Greifenfels von Pilsenburg, Johann († 1650), böhmischer Zisterzienser und Abt mehrerer Klöster
- Greifenhagen, Adolf (1905–1989), deutscher Klassischer Archäologe und Museumsdirektor
- Greifenhahn, Johann Elias (1687–1749), deutscher Hochschullehrer
- Greifenstein, Adolf (1900–1955), deutscher Facharzt für Hals-Nasen-Ohren-Heilkunde und Hochschullehrer
- Greifenstein, Diana (* 1979), deutsche Schauspielerin
- Greifenvogel-Maler, attisch-schwarzfiguriger Vasenmaler
- Greiff, Christoph (1947–2007), deutscher Politiker (CDU), MdL
- Greiff, Cornelius de (1781–1863), deutscher Seidenfabrikant und Philanthrop
- Greiff, Dietlinde (* 1939), deutsche Schauspielerin
- Greiff, Gustav (1850–1927), badischer Landtagsabgeordneter
- Greiff, Jakob David (1776–1865), badischer Landtagsabgeordneter
- Greiff, Johann Georg († 1753), deutscher Bildhauer
- Greiff, Kurt von (1876–1945), deutscher General der Infanterie im Zweiten Weltkrieg
- Greiff, Max (1862–1932), deutscher Jurist und Gerichtspräsident
- Greiff, Nicola (1926–2013), deutsche Politikerin (CDU), MdA
- Greiff, Nicolaus († 1618), deutscher Politiker der Reichsstadt Frankfurt
- Greiff, Samuel (* 1979), deutscher Erziehungswissenschaftler und Hochschullehrer
- Greiff-Walden, Elisabeth, deutsche nationalsozialistische Funktionärin
- Greiffen, Johann Christoph von (1642–1725), aus Tirol stammender Politiker
- Greiffenberg, Catharina Regina von (1633–1694), österreichische Lyrikerin
- Greiffenberg, Hans Rudolf von (1607–1677), Onkel, Vormund und später Ehemann der Dichterin Catharina Regina von Greiffenberg
- Greiffenberg, Hans Rudolph Leopold von (1810–1877), preußischer Generalmajor
- Greiffenberg, Hans von (1893–1951), deutscher General der Infanterie im Zweiten WeltkriegHans von Greiffenberg (1893–1951)

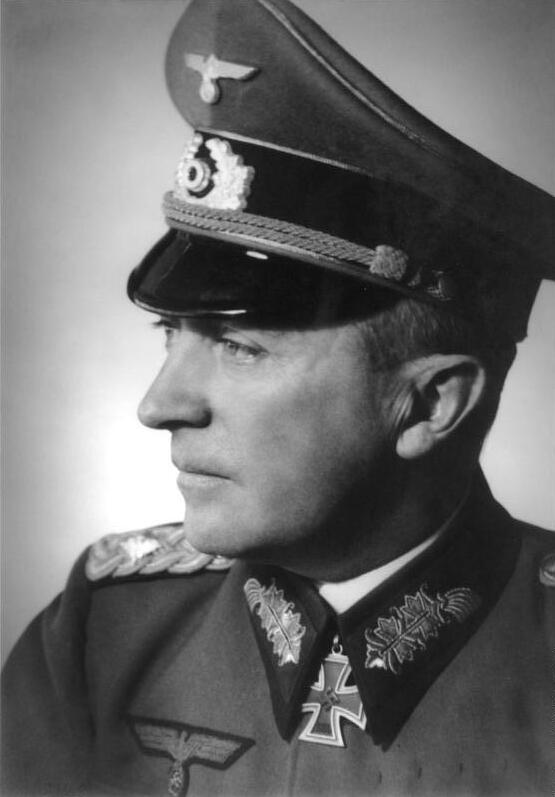
Hans von Greiffenberg (1893–1951)

- Greiffenberg, Karl August von (1738–1807), preußischer Generalmajor, Chef des gleichnamigen Füsilierbataillons
- Greiffenberger, Heinz (1937–2023), deutscher Unternehmer
- Greiffenberger, Wilhelm (1900–1991), deutscher SS-Sturmbannführer
- Greiffenclau zu Vollrads, Georg Friedrich von (1573–1629), Erzbischof und Kurfürst von Mainz (1626–1629)
- Greiffenclau zu Vollrads, Karl Philipp von (1690–1754), Fürstbischof von Würzburg
- Greiffenclau zu Vollrads, Otto Philipp (1777–1860), Abgeordneter
- Greiffenclau zu Vollrads, Philipp Karl (1735–1823), Oberamtmann, Geheimrat
- Greiffenclau zu Vollraths, Johann Philipp von (1652–1719), Fürstbischof von Würzburg, Herzog in Franken
- Greiffenclau, Friedrich von (1401–1462), deutscher Ritter, als Witwer Franziskaner
- Greiffenclau, Georg Philipp von (1620–1689), Oberamtmann in Königstein
- Greiffenclau-Vollrads, Johann Erwein von (1663–1727), Vizedom des Rheingaus
- Greiffendorf, Reiner (1947–1990), deutscher Fußballspieler und -trainer
- Greiffenegg, Hermann Gottlob von (1773–1847), österreichischer Offizier und Diplomat
- Greiffenegg, Hermann von (1737–1807), letzter Regierungspräsident des Hauses Habsburg im vorderösterreichischen Freiburg
- Greiffenhagen, Gottfried (1935–2013), deutscher Dramaturg
- Greiffenhagen, Gustav (1902–1968), deutscher Pastor
- Greiffenhagen, Manfred (1896–1945), deutscher Schriftsteller und Kabarettautor
- Greiffenhagen, Martin (1928–2004), deutscher Politikwissenschaftler
- Greiffenhagen, Maurice (1862–1931), britischer Maler
- Greiffenhagen, Otto (1871–1938), deutschbaltischer Historiker und Archivar
- Greiffenhagen, Sylvia (* 1949), deutsche Politikwissenschaftlerin
- Greiffenhagen, Wilhelm (1821–1890), deutschbaltischer Politiker und Journalist
- Greiffenklau zu Vollrads, Richard von (1467–1531), Erzbischof und Kurfürst von Trier
- Greiffenpfeil, Cölestin Hoffmann von (1635–1688), deutscher Kaufmann und Bürgermeister
- Greiffenpfeil, Gustav Eberhard von († 1775), Landrat des Kreises Greifenhagen
- Greifzu, August (1873–1949), deutscher Architekt des Späthistorismus
- Greifzu, Paul (1902–1952), deutscher Automobil- und Motorrad-Rennfahrer

### Greig
- Greig, Brian (* 1966), australischer Politiker
- Greig, David (* 1969), britischer Autor von Theaterstücken
- Greig, John (1779–1858), schottisch-amerikanischer Jurist und Politiker
- Greig, John (* 1942), schottischer Fußballspieler und -trainer
- Greig, John Keiller (1881–1971), britischer Eiskunstläufer
- Greig, Marion (* 1954), US-amerikanische Ruderin
- Greig, Mark (* 1970), kanadischer Eishockeyspieler
- Greig, Mel (* 1982), australische Moderatorin
- Greig, Michelle (* 1988), neuseeländische Freestyle-Skisportlerin
- Greig, Robert (1879–1958), australischer Schauspieler
- Greig, Stan (1930–2012), schottischer Jazzpianist und Schlagzeuger
- Greig, Tamsin (* 1967), britische SchauspielerinTamsin Greig (* 1967)

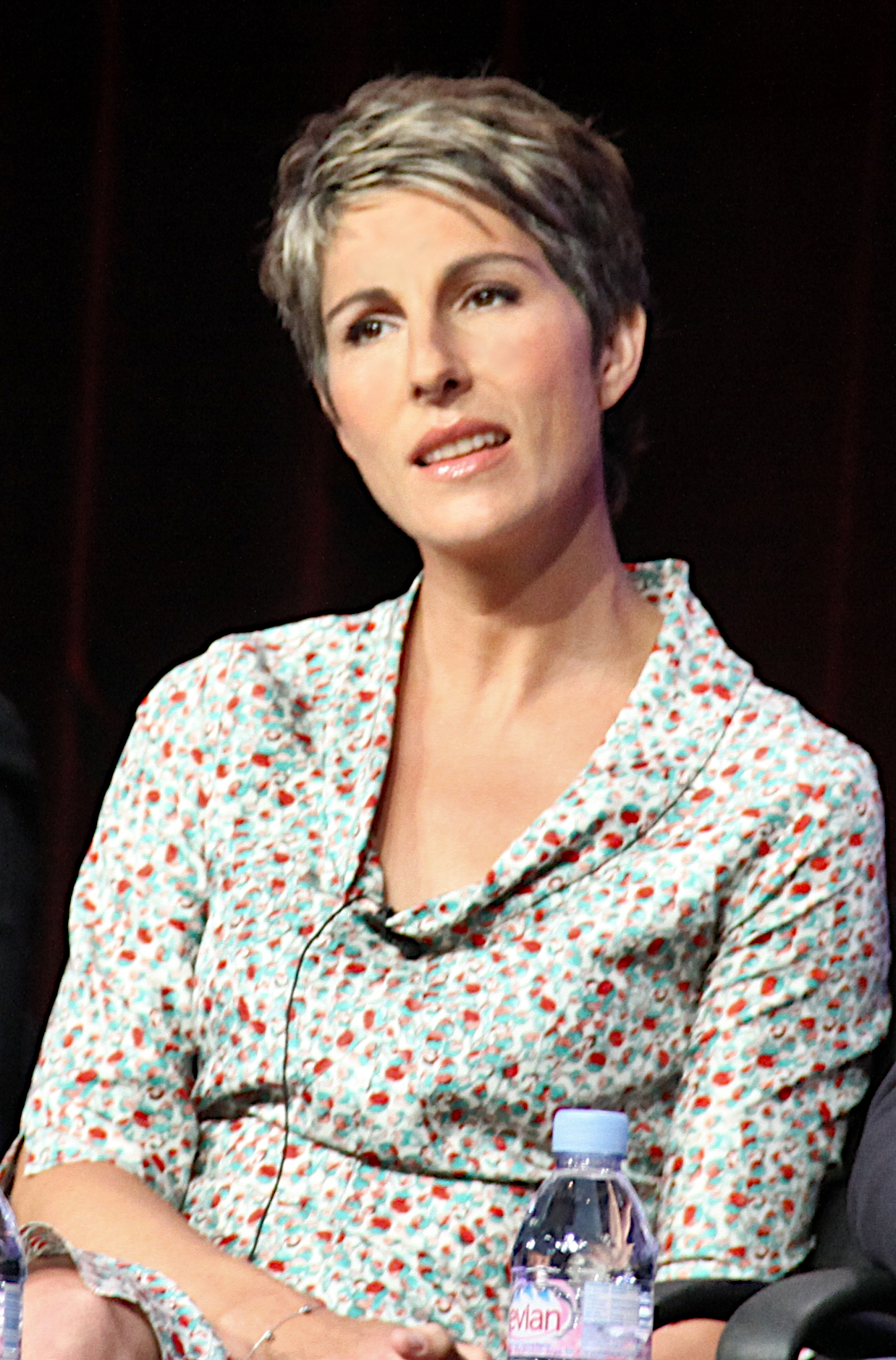
Tamsin Greig (* 1967)

- Greig, Tony (1946–2012), englischer Test- und County-Spieler; Cricket-Kommentator
- Greigg, Stanley L. (1931–2002), US-amerikanischer Politiker
- Greiggenschildt, Gualter von (1622–1697), Jurist, Rechtsgelehrter schottischer Abstammung in Schwedisch-Pommern
- Greigh, Alexis (1775–1845), russischer Admiral
- Greigh, Samuel (1735–1788), schottischer Admiral in russischen Diensten
- Greigh, Samuel Alexejewitsch (1827–1887), russischer Finanzminister

### Greih
- Greihs, William (1905–1984), deutscher Dirigent, Komponist und Musiker

### Greil
- Greil, Alois (1841–1902), österreichischer Maler und Illustrator
- Greil, Franz Xaver (1819–1871), deutscher Philologe und Politiker (Zentrum), MdR
- Greil, Friedrich (1902–2003), deutscher Lehrer und Rundfunkmoderator in Japan
- Greil, Hans-Jürgen, deutscher Bahnradsportler und Weltmeister
- Greil, Kay-Andrew (* 1973), deutscher Tischtennisspieler
- Greil, Lothar (1925–2007), österreichischer rechtsextremer Publizist
- Greil, Martin E. (* 1970), österreichischer Aktions- und Soundkünstler
- Greil, Max (1877–1939), deutscher Landespolitiker (USPD/SPD) und Bildungsreformer
- Greil, Patrick (* 1996), österreichischer FußballspielerPatrick Greil (* 1996)

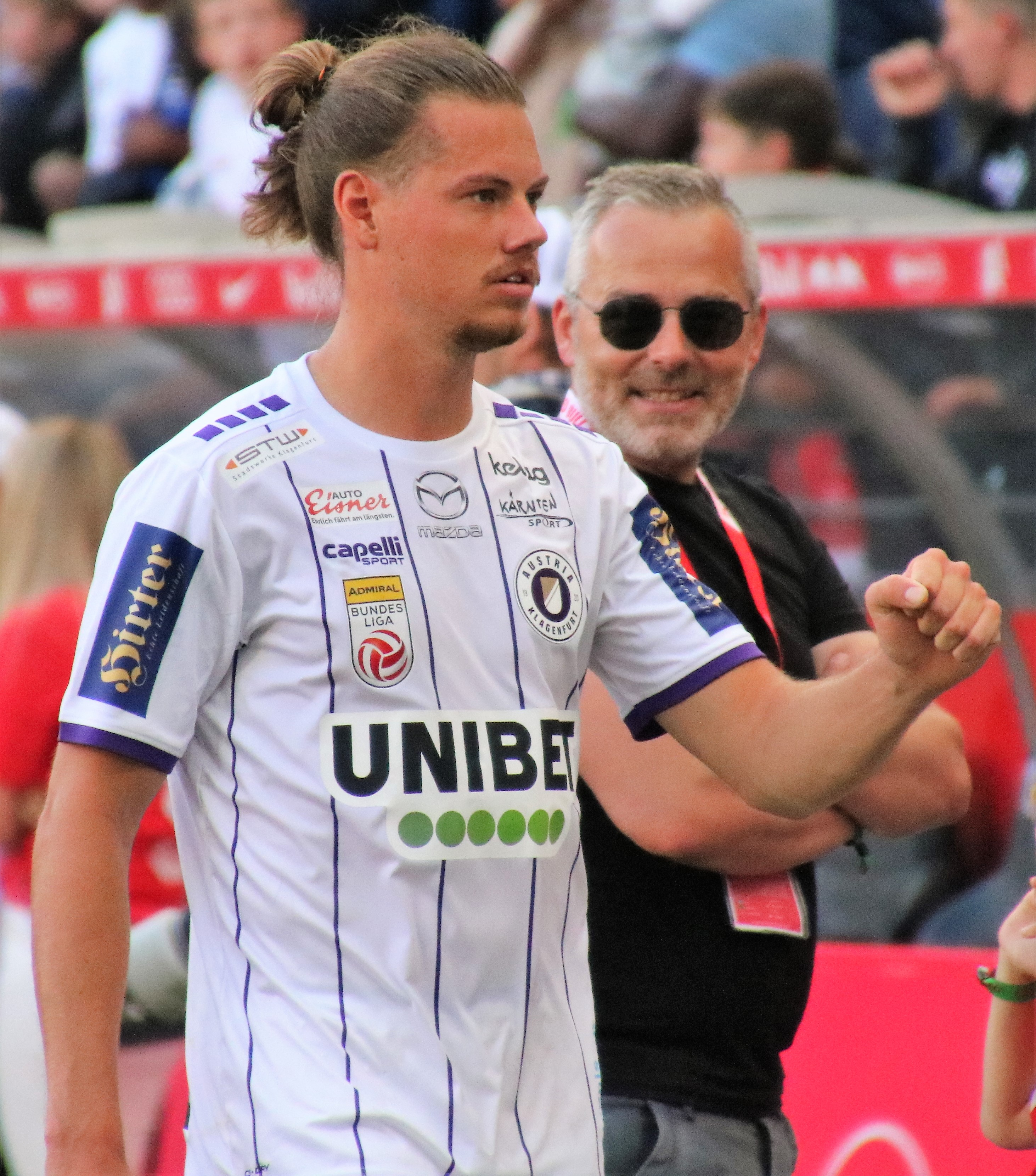
Patrick Greil (* 1996)

- Greil, Peter (* 1954), deutscher Werkstoffwissenschaftler
- Greil, Philipp Jakob (1729–1787), Tiroler Barockmaler
- Greil, Richard (* 1957), österreichischer Internist
- Greil, Wilhelm (1850–1928), österreichischer Unternehmer und Politiker
- Greilich, Adolf (1871–1922), deutscher Fabrikant und Politiker
- Greilich, Holger (* 1971), deutscher Fußballspieler
- Greilich, Wolfgang (* 1954), deutscher Rechtsanwalt, Notar und Politiker (FDP), MdL
- Greiling, Gebhard (1910–2008), deutscher Militär, Generalarzt der Luftwaffe
- Greiling, Johann Christoph (1765–1840), deutscher evangelischer Theologe, Schriftsteller, Pädagoge
- Greiling, Michael (* 1950), deutscher Schauspieler
- Greiling, Michael (* 1966), deutscher Autor und Wissenschaftler im Bereich Betriebswirtschaftslehre
- Greiling, Richard (1882–1954), deutscher Unternehmer
- Greiling, Walter (1900–1986), deutscher Schriftsteller
- Greiling, Werner (* 1954), deutscher Historiker
- Greilinger, Fabian (* 2000), deutscher Fußballspieler
- Greilinger, Thomas (* 1981), deutscher Eishockeyspieler
- Greilsamer, Laurent (1953–2023), französischer Journalist und Schriftsteller
- Greilsammer, David (* 1977), israelischer Pianist und Dirigent
- Greilsheimer, Julius (1890–1944), deutscher Rabbiner

### Greim
- Greim, August (1895–1975), deutscher Politiker (NSDAP), MdR
- Greim, Friedrich (1824–1913), Oberschulrat und Landtagsabgeordneter im Großherzogtum Hessen
- Greim, Helmut (* 1935), deutscher Toxikologe
- Greim, Horst Kurt (1933–2008), deutscher evangelischer Theologe
- Greim, Robert von (1892–1945), deutscher GeneralfeldmarschallRobert von Greim (1892–1945)

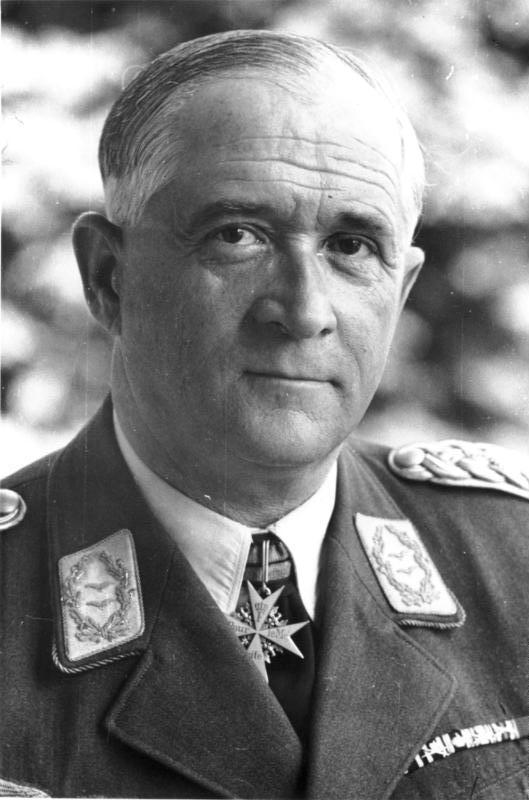
Robert von Greim (1892–1945)

- Greim, Rolf (* 1953), deutscher Kameramann
- Greiman, April (* 1948), US-amerikanische Grafikdesignerin und Typografin
- Greimas, Algimantas Antanas (* 1938), litauischer Politiker, Mitglied des Seimas, Bürgermeister von Vilkaviškis
- Greimas, Algirdas Julien (1917–1992), litauischer Semiotiker
- Greimeister, Christoph (* 1990), österreichischer Basketballspieler
- Greiml, Leo (* 2001), österreichischer FußballspielerLeo Greiml (* 2001)

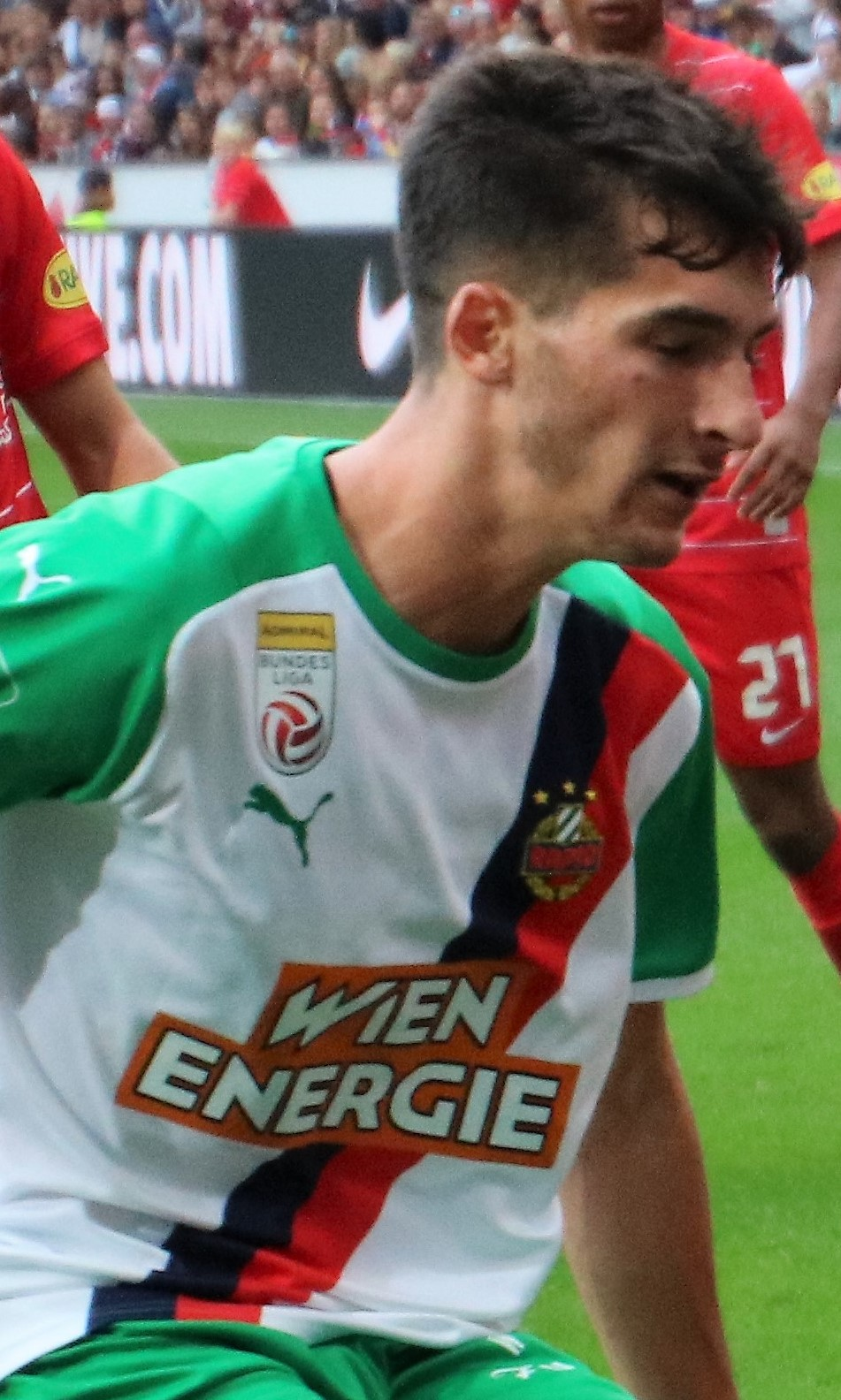
Leo Greiml (* 2001)

- Greimold Wulp, Stiftspropst von Berchtesgaden

### Grein
- Grein, Alexandra (* 1965), deutsche Fußballspielerin
- Grein, André (* 1973), deutscher Eishockeyspieler
- Grein, Armin (1939–2024), deutscher Politiker (Freie Wähler Bayern), Bundesvorsitzender der Freien Wähler
- Grein, Caspar Arnold (1764–1835), deutscher Stillleben- und Landschaftsmaler sowie Zeichner
- Grein, Christian Wilhelm Michael (1825–1877), deutscher Anglist
- Grein, Eberhard (* 1959), deutscher Offizier und Wirtschaftswissenschaftler
- Grein, Florian (* 1983), österreichischer Footballspieler
- Grein, Franz (1858–1925), steirischer Steinmetz und K.u.k. Hoflieferant
- Grein, Gerd J. (* 1944), deutscher Museumsleiter des Museums Otzberg und hessischer Volkskundler
- Grein, Heinrich (1882–1952), deutscher Sozialist und Reformpädagoge
- Grein, Jacob, Landtagsabgeordneter Herzogtum Nassau
- Grein, Karl (1881–1957), deutscher evangelischer Theologe und Mitglied der Bekennenden Kirche
- Grein, Marion (* 1966), deutsche Hochschulprofessorin der Neurolinguistik
- Grein, Oliver (* 1966), deutscher Fußballspieler
- Grein, Philipp (* 1988), österreichischer Künstler und Unternehmer
- Grein, Walter (1927–2022), deutscher Tischtennisspieler
- Greinacher, Heinrich (1880–1974), Schweizer Physiker
- Greinacher, Norbert (1931–2022), deutscher katholischer Theologe
- Greinacher, Sonja (* 1992), deutsche Basketballnationalspielerin
- Greindl, Günther (* 1939), österreichischer Berufsoffizier
- Greindl, Josef (1912–1993), deutscher Opernsänger (Bass)
- Greindl, Jules (1835–1917), belgischer Diplomat und Bildhauer
- Greindl, Léonard (1798–1875), belgischer Militär
- Greine, Maike (* 1987), deutsche Reporterin und Moderatorin
- Greiner, Albert (1918–2013), französischer Theologe, Pfarrer und Luther-Forscher
- Greiner, Alexander (* 1972), deutscher Fernsehjournalist und Moderator
- Greiner, Andreas (* 1959), deutscher Skispringer
- Greiner, Anton (1914–2007), deutscher Maler
- Greiner, Baldur (* 1946), deutscher Bildhauer, Holzschnitzer und Grafiker
- Greiner, Benedikt (* 1985), deutscher Schauspieler und Theaterregisseur
- Greiner, Bernd (* 1952), deutscher HistorikerBernd Greiner (* 1952)

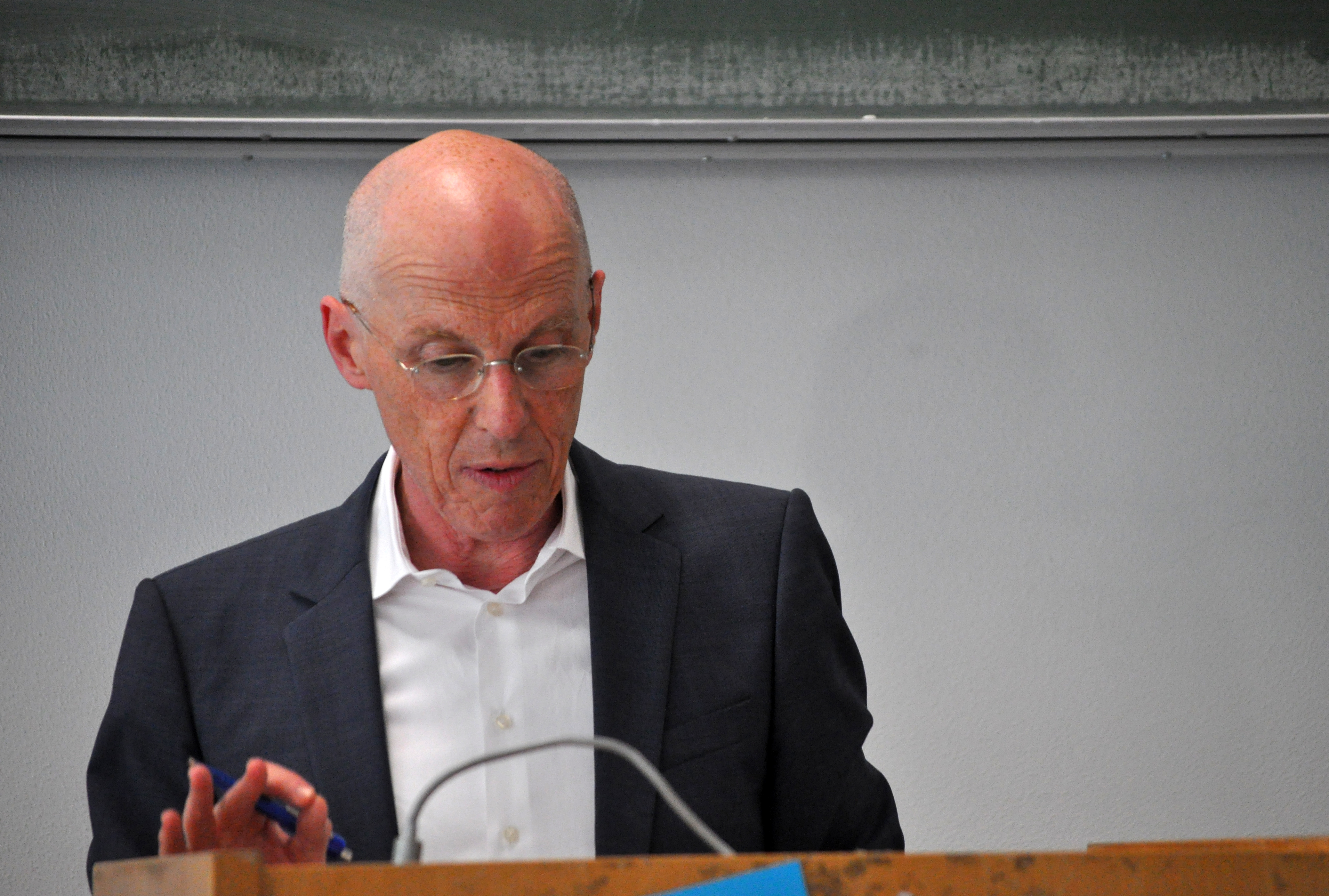
Bernd Greiner (* 1952)

- Greiner, Bernhard (* 1943), deutscher Literaturwissenschaftler
- Greiner, Bert (* 1967), deutscher Musikprofessor
- Greiner, Bettina (* 1968), deutsche Historikerin, Leiterin des Willy-Brandt-Hauses Lübeck
- Greiner, Carl (1859–1927), deutscher Theaterschauspieler
- Greiner, Carl Theodor (1821–1849), deutscher Redakteur und Revolutionär (1848/49)
- Greiner, Carsten (* 1964), deutscher theoretischer Kernphysiker
- Greiner, Cindy (* 1957), US-amerikanische Siebenkämpferin und Weitspringerin
- Greiner, Dana (* 1988), deutsche Malerin, Regisseurin und Musikerin
- Greiner, Daniel (1872–1943), deutscher Künstler und Politiker (SPD), Landtagsabgeordneter im Volksstaat Hessen
- Greiner, Dieter (1937–2019), deutscher Eishockeyspieler (DDR)
- Greiner, Dorothea (* 1959), deutsche evangelische Theologin
- Greiner, Eckhard (* 1970), deutscher Schauspieler
- Greiner, Erich (1877–1953), deutscher Jurist und Ministerialbeamter
- Greiner, Erich F. (* 1965), deutscher Manager, Berater und Unternehmer
- Greiner, Eugen Ferdinand (1881–1944), deutscher Bildhauer und Konditor
- Greiner, Florian (* 1981), deutscher Historiker und Hochschullehrer
- Greiner, Frank (* 1966), deutscher Fußballspieler
- Greiner, Franz (1919–1987), deutscher Journalist und Publizist
- Greiner, Franz Ferdinand (1808–1855), deutscher Erfinder des ersten industriell gefertigte Thermometers
- Greiner, Franz Sales von (1732–1798), österreichischer Staatsbeamter
- Greiner, Friedel (1919–1941), deutscher Radrennfahrer, nationaler Meister im Tandemrennen
- Greiner, Friedemann (* 1946), deutscher Theologe
- Greiner, Friedrich (1883–1959), deutscher Jurist und Leiter der Kriminalpolizei in Nürnberg-Fürth
- Greiner, Friedrich Paul (* 1871), deutscher Landwirt und Landtagsabgeordneter
- Greiner, Fritz (1879–1933), österreichischer Schauspieler
- Greiner, Georg Friedrich Christian (1775–1858), deutscher Arzt
- Greiner, Gerhard (* 1971), österreichischer Schauspieler
- Greiner, Gisela (* 1949), deutsche Politikerin (CDU)
- Greiner, Gottfried (1922–2009), deutscher Offizier
- Greiner, Gotthelf (1732–1797), Glasmacher und Miterfinder des Thüringer Porzellans
- Greiner, Gotthelf (1794–1874), deutscher Fabrikant, Gutsbesitzer und Politiker
- Greiner, Hans († 1609), Industrieller, Gründer der Glashütte in Lauscha
- Greiner, Hans-Peter (* 1943), deutscher Jurist
- Greiner, Heinrich (1895–1977), deutscher Offizier, zuletzt Generalleutnant im Zweiten Weltkrieg, und Militärschriftsteller
- Greiner, Helen (* 1967), US-amerikanische Ingenieurin und Unternehmerin
- Greiner, Helmuth (1892–1958), deutscher Militärhistoriker
- Greiner, Hermann (1886–1976), deutscher Politiker (SPD)
- Greiner, Hermann (1920–2014), deutscher Oberstleutnant, Nachtjäger im Zweiten Weltkrieg
- Greiner, Hubl (* 1955), deutscher Musiker, Komponist, Produzent, Filmemacher und Fotograf
- Greiner, Ignaz (1698–1755), österreichischer Theologe
- Greiner, Ignaz (1921–1978), deutscher Politiker (CSU)
- Greiner, Janine (* 1981), Schweizer Curlerin
- Greiner, Jochen (* 1959), deutscher Astrophysiker
- Greiner, Johann Friedemann (1761–1841), deutscher Glashüttenbesitzer, Porzellanfabrikant und Landtagsabgeordneter
- Greiner, Johann Lorenz (1781–1841), österreichischer Verleger
- Greiner, Johann Philipp (1610–1652), deutscher Jurist
- Greiner, Johann Poppo von (1708–1772), Oberaufseher der Herzogin-Anna-Amalia-Bibliothek in Weimar, Bibliothekar und Geheimer Rat
- Greiner, Johannes (1862–1927), deutscher Historiker und Archivar
- Greiner, Jonas (* 1997), deutscher Kabarettist und Stand-up-Comedian
- Greiner, Josef (1886–1971), österreichischer Gelegenheitsarbeiter und Schriftsteller
- Greiner, Joseph Louis Victor (1773–1838), französischer Soldat
- Greiner, Karin (* 1967), österreichische Politikerin (SPÖ), Abgeordnete zum Nationalrat
- Greiner, Karl (1882–1971), deutscher Heimatforscher
- Greiner, Karlheinz (* 1929), deutscher Fußballspieler
- Greiner, Kerstin (* 1973), deutsche Journalistin, Autorin, Schriftstellerin und frühere Technoaktivistin
- Greiner, Kurt (* 1967), österreichischer Wissenschaftstheoretiker
- Greiner, Larry E. (* 1933), US-amerikanischer Ökonom, Professor für Management und Organisation
- Greiner, Leo (1876–1928), österreichisch-deutscher Schriftsteller, Kritiker, Übersetzer, Lektor, Dramaturg
- Greiner, Lorenz (1950–2022), deutscher alpiner Skisportler
- Greiner, Ludwig (1796–1882), deutsch-slowakischer Forstmann und Landvermesser
- Greiner, Ludwig (1814–1874), deutscher Politiker und Revolutionär
- Greiner, Margret (* 1943), deutsche Schriftstellerin
- Greiner, Markus (* 1973), deutsch-amerikanischer Physiker
- Greiner, Martin (1904–1959), deutscher Germanist und Literaturwissenschaftler
- Greiner, Michael (1798–1862), österreichischer Opernsänger (Tenor) und Schauspieler
- Greiner, Nick (* 1947), australischer Politiker und Premierminister von New South Wales
- Greiner, Norbert (* 1948), deutscher Anglist und Übersetzungswissenschaftler
- Greiner, Otto (1869–1916), deutscher Maler und Graphiker
- Greiner, Peter (1939–2019), deutscher Bühnen- und Hörspielautor
- Greiner, Peter (* 1943), deutscher Bau- und Wirtschaftsingenieur, Hochschulprofessor, Autor und Entwickler
- Greiner, Reinhold (1903–1941), deutscher Kommunist, Antifaschist und Spanienkämpfer
- Greiner, Richard (* 1972), deutscher Lehrer und Kommunalpolitiker (CSU)
- Greiner, Robin (1932–2021), US-amerikanischer Eiskunstläufer
- Greiner, Runa (* 1996), deutsche Filmschauspielerin
- Greiner, Stefan (* 1978), deutscher Rechtswissenschaftler
- Greiner, Stefan-Peter (* 1966), deutscher Geigenbauer
- Greiner, Thomas (* 1963), deutscher Ruderer und Olympiasieger
- Greiner, Thomas (* 1968), deutscher Regisseur, Autor und Kameramann
- Greiner, Thomas G. (* 1966), deutscher Komponist, Arrangeur, Statistiker und Landwirt
- Greiner, Thorsten (* 1942), deutscher Romanist
- Greiner, Ulrich (1831–1875), österreichischer Zisterzienser des Stiftes Rein, Herausgeber und Redakteur
- Greiner, Ulrich (* 1945), deutscher Journalist und LiteraturkritikerUlrich Greiner (* 1945)

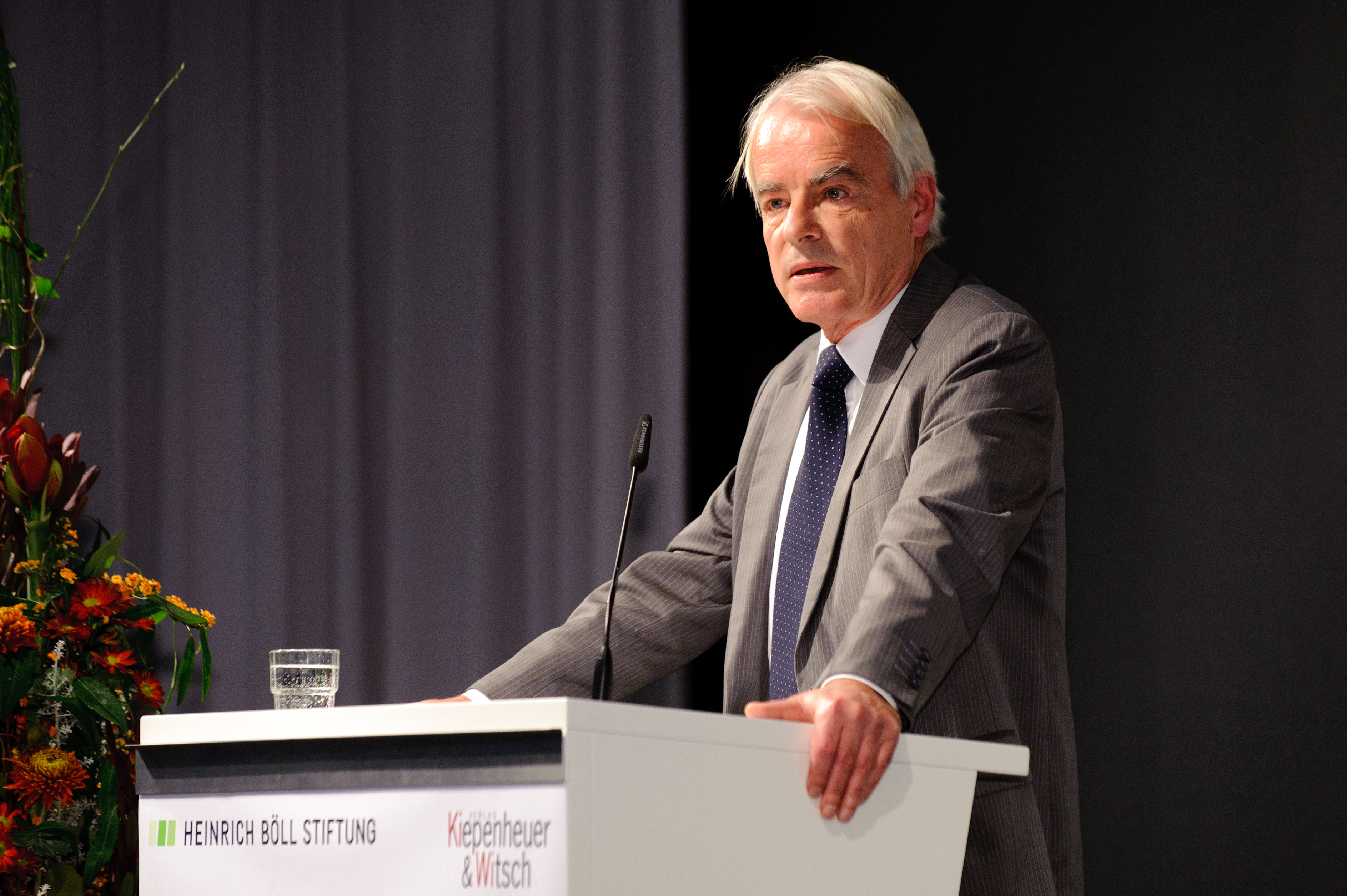
Ulrich Greiner (* 1945)

- Greiner, Uwe (* 1959), deutscher Fußballtorhüter
- Greiner, Uwe (* 1969), deutscher Filmregisseur
- Greiner, Virginia Wangare (* 1959), kenianische Sozialarbeiterin und Trägerin des Bundesverdienstkreuzes am Bande
- Greiner, Walter (1935–2016), deutscher Physiker
- Greiner, Wilhelm (1879–1957), deutscher Literaturwissenschaftler und Pädagoge
- Greiner, Wolfgang (* 1965), deutscher Ökonom
- Greiner-Mai, Albrecht (1932–2012), deutscher Kunstglasbläser, Glasgestalter und Glaskünstler
- Greiner-Mai, Doris (* 1945), deutsche Ingenieurin, Lektorin und Redakteurin
- Greiner-Mai, Herbert (1927–1989), deutscher Germanist und Verlagslektor
- Greiner-Petter, Werner (1927–1986), deutscher Politiker (SED), Minister für Glas- und Keramikindustrie DDR
- Greiner-Petter-Memm, Simone (* 1967), deutsche Biathletin und Langläuferin
- Greiner-Pol, André (1952–2008), deutscher Musiker
- Greiner-Well, Jochen (1956–2013), deutscher Politiker (SPD), MdL
- Greinert, Hellmuth (1906–1967), deutscher Politiker (SPD), Oberstadtdirektor von Essen
- Greinert, Klaus (* 1940), deutscher Hockeyspieler und Unternehmer
- Greinert, Walter (1940–2024), österreichischer Journalist, Diplomat und Autor
- Greinke, Hans (1891–1960), deutscher Maler und Illustrator
- Greinstetter, Anton (1873–1944), österreichischer Politiker, Landtagsabgeordneter
- Greinus, Leif (* 1976), deutscher Verleger und Kulturmanager
- Greinwald, Thomas (1821–1875), österreichischer Bildhauer
- Greinwald-Clarus, Alice (1887–1967), deutsche Malerin, Buchgestalterin und Kalligraphin
- Greinz, Hugo (1873–1946), österreichischer Erzähler, Feuilletonist, Zeitungsredakteur und Übersetzer
- Greinz, Rudolf (1866–1942), österreichischer Schriftsteller

### Greip
- Greipel, André (* 1982), deutscher RadrennfahrerAndré Greipel (* 1982)

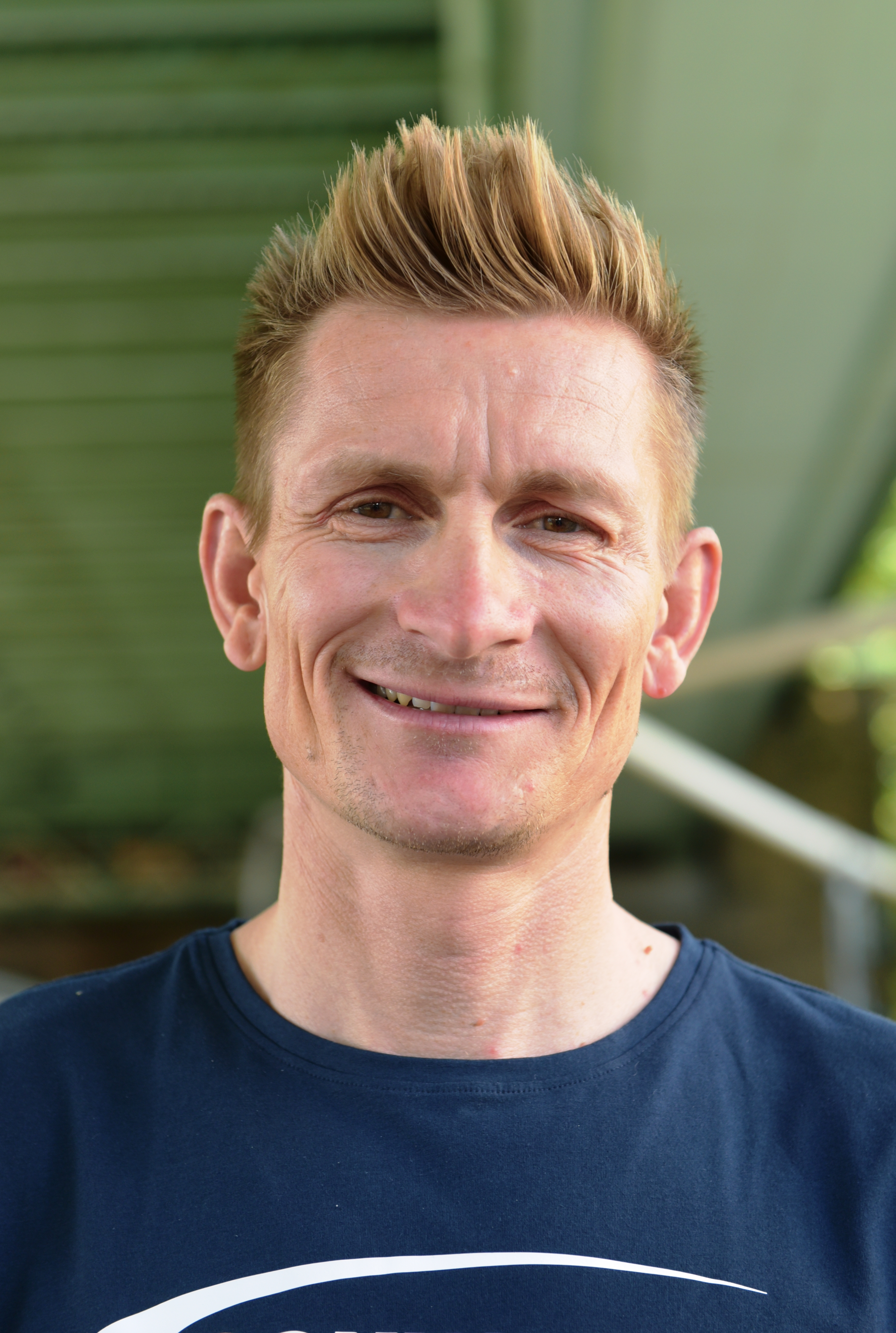
André Greipel (* 1982)

- Greipl, Egon Johannes (* 1948), deutscher Historiker und Denkmalpfleger
- Greipl, Erich (1940–2013), deutscher Handelsmanager
- Greippel, Johann Franz (1720–1798), österreichischer Maler

### Greis
- Greis (* 1978), Schweizer Rapper
- Greis, Adolf (1921–2004), deutscher Kunstmaler
- Greis, Carl (1851–1928), deutscher Kaufmann
- Greis, Dirk S. (* 1961), deutscher Schauspieler
- Greis, Friedrich von (1779–1847), bayerischer Generalmajor
- Greis, Heike (* 1964), deutsche Hörfunk- und Fernseh-Moderatorin
- Greis, Julian (* 1983), deutscher Schauspieler
- Greis, Michael (* 1976), deutscher BiathletMichael Greis (* 1976)

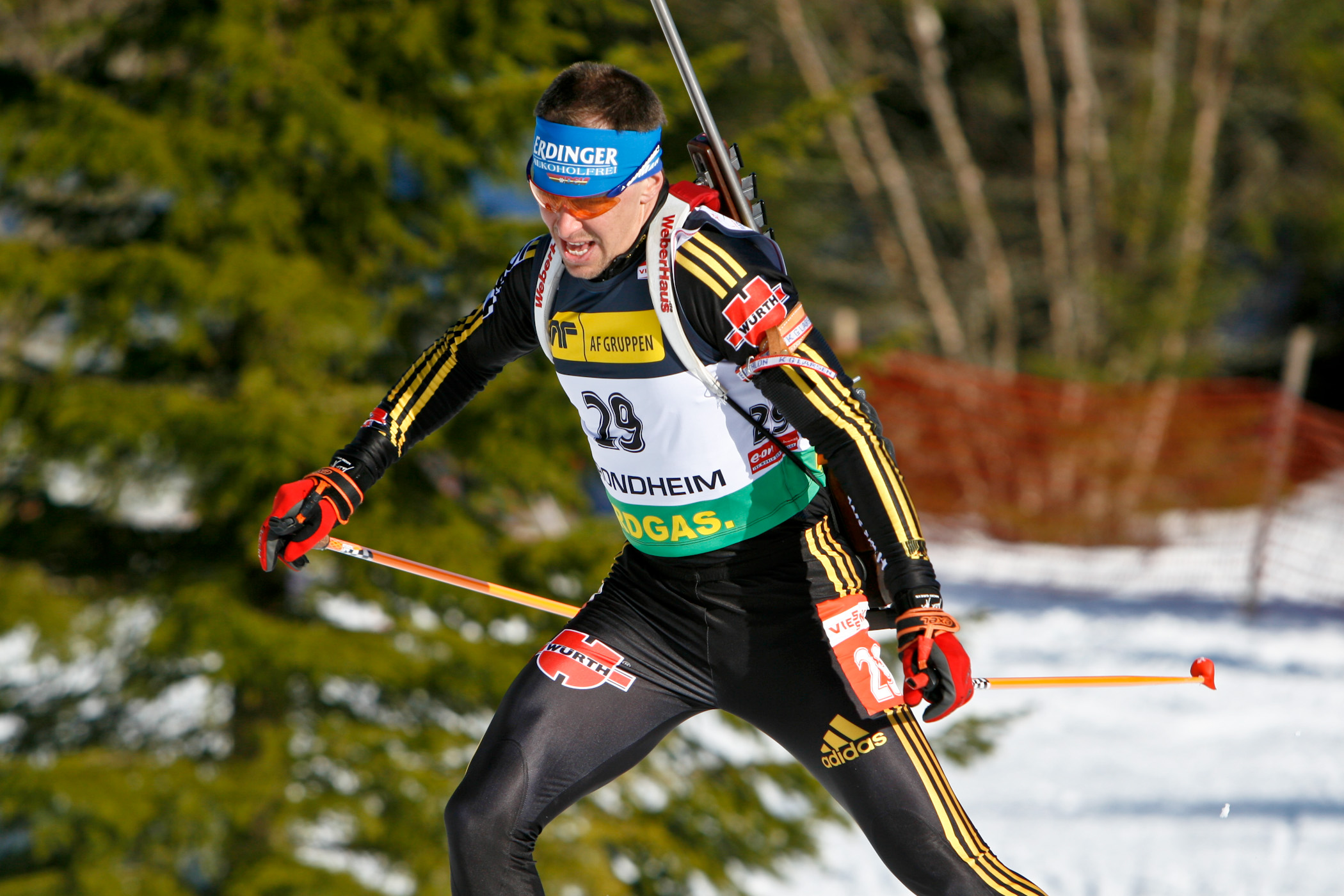
Michael Greis (* 1976)

- Greis, Monika, deutsche Schönheitskönigin und Fotomodell
- Greis, Otto (1913–2001), deutscher Maler der informellen Kunst
- Greis, Toni (* 1973), deutscher Comiczeichner und Illustrator
- Greis-Rosenthal, Katrine (* 1985), dänische Schauspielerin
- Greisbach, Reinhold (* 1955), deutscher Phonetiker
- Greisch, Jean (* 1942), französischer Philosoph
- Greischel, Walther (1889–1970), deutscher Kunsthistoriker
- Greisel, Johann Georg († 1684), österreichischer Arzt
- Greiselmayer, Volkmar (1947–2008), deutscher Kunsthistoriker
- Greisen, Kenneth (1918–2007), US-amerikanischer Physiker
- Greisenegger, Wolfgang (* 1938), österreichischer Theaterwissenschaftler
- Greiser, Arthur (1897–1946), deutscher Politiker (NSDAP), MdR, Senatspräsident der Freien Stadt Danzig, Reichsstatthalter und Gauleiter der NSDAP
- Greiser, Dirk (* 1963), deutscher Fußballspieler
- Greiser, Eberhard (1938–2023), deutscher Arzt und Epidemiologe
- Greiser, Peggy (* 1970), deutsche PolitikerinPeggy Greiser (* 1970)

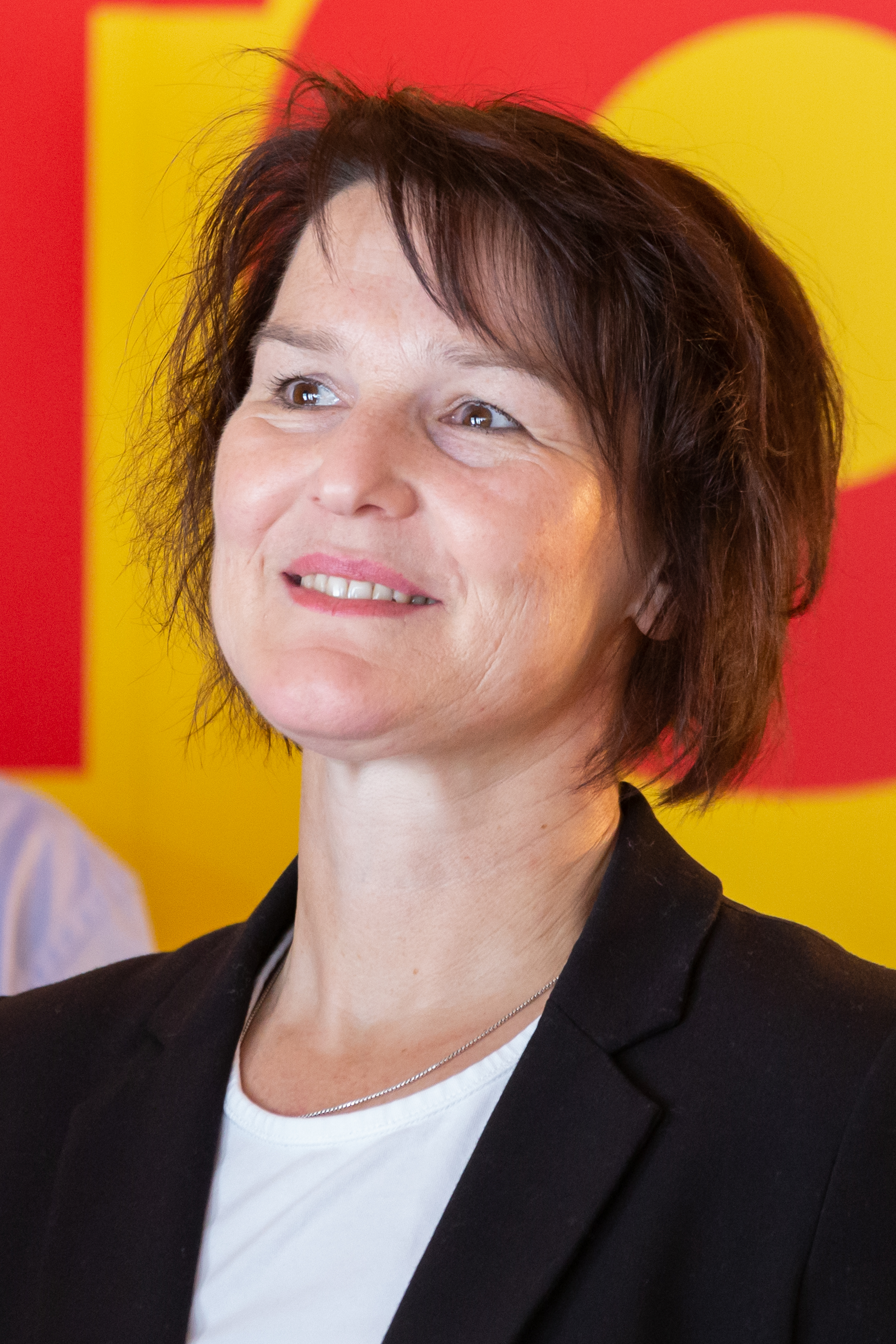
Peggy Greiser (* 1970)

- Greising, Franziska (* 1943), Schweizer Schriftstellerin
- Greisinger, Annette (* 1966), deutsche Tischtennisspielerin
- Greisinger, Gustav Adolf von (1793–1868), kaiserlich-österreichischer Generalmajor und Mathematiker
- Greisinger, Seth (* 1975), US-amerikanischer Baseballspieler
- Greiss zu Wald, Christoph (1563–1617), niederösterreichischer Land-Untermarschall
- Greiß, Adolf (1829–1895), deutscher Jurist und Politiker (Zentrum), MdR
- Greiß, Eugen (1856–1925), deutscher Architekt und Bauunternehmer
- Greiß, Gustav (1825–1896), deutscher Architekturzeichner und Architekt
- Greiß, Jakob (1800–1853), Gartendirektor des ersten Botanischen Gartens in Köln und Leiter aller städtischen Grünanlagen
- Greiß, Otto (1876–1945), deutscher Architekt, Stadtplaner und kommunaler Baubeamter
- Greiss, Thomas (* 1986), deutscher Eishockeytorwart
- Greissing, Heinz (1933–2020), österreichischer Maler
- Greissing, Joseph (1664–1721), deutscher Baumeister
- Greißing, Valentin von (1653–1701), siebenbürgischer Pädagoge, evangelischer Theologe und Philologe
- Greißinger, Georg (1934–2012), deutscher Jurist
- Greissle, Felix (1894–1982), österreichischer Dirigent und Musikverleger
- Greist, Kim (* 1958), US-amerikanische Schauspielerin

### Greit
- Greite, Walter (1907–1984), deutscher Zoologe
- Greite, Walter (* 1946), deutscher Jurist, Richter am Bundesfinanzhof a. D.
- Greite, Willi (1911–1992), deutscher Sportlehrer, Verwaltungsbeamter und Sportfunktionär
- Greiten, Pia (* 1997), deutsche Ruderin
- Greitens, Eric (* 1974), US-amerikanischer Politiker
- Greiter, Cyrill (* 1971), österreichischer Zisterzienser
- Greiter, Franz (1896–1978), österreichischer Rechtsanwalt, Politiker und Bürgermeister von Innsbruck
- Greiter, Franz (1929–2021), österreichischer Politiker, Multifunktionär und Pionier in der Haflingerzüchtung, Abgeordneter zum Tiroler Landtag
- Greiter, Hans Jacob, Tiroler Maler
- Greiter, Johann Michael († 1786), österreichischer Maler
- Greith, Carl (1828–1887), schweizerischer Komponist, Kapellmeister, Kirchenmusiker
- Greith, Carl Johann (1807–1882), Schweizer katholischer Priester, Philosophiedozent, Theologie- und Kirchenhistoriker und Bischof von St. Gallen
- Greith, Franz Josef (1799–1869), Schweizer Musikpädagoge und Komponist
- Greither, Aloys (1913–1986), deutscher Dermatologe
- Greither, Cornelius (* 1956), deutscher Mathematiker
- Greitter, Matthias († 1550), Kantor und Komponist
- Greitzke, Yvonne (* 1987), deutsche Synchronsprecherin

### Greiv
- Greive, Alex (* 1999), neuseeländischer Fußballspieler
- Greive, Artur (1936–2009), deutscher Romanist
- Greive, Hermann (1935–1984), deutscher Judaist
- Greive, Petrus Franciscus (1811–1872), niederländischer Genremaler und Kunstpädagoge sowie Zeichner und Lithograf
- Greive, Tallulah (* 1997), australisch-britische Schauspielerin
- Greive, Wolfgang (* 1943), evangelischer Theologe

### Greiw
- Greiwe, Ulrich (* 1945), deutscher Autor und Journalist
- Greiwer, Tatjana Naumowna (1931–2012), sowjetische bzw. russische Metallurgin und Hochschullehrerin